# MagtiCom
MagtiCom (gruz. მაგთიკომი) – gruzińskie przedsiębiorstwo telekomunikacyjne z siedzibą w Tbilisi. Operator oferuje rozwiązania telekomunikacyjne, wśród których mieszczą się: internet mobilny i kablowy, telewizja satelitarna i IPTV oraz telefonia komórkowa i stacjonarna.
Przedsiębiorstwo zostało założone w 1996 roku, a działalność rozpoczęło w 1997 roku.